# کندی، بنین
کندی (به فرانسوی: Kandi) شهری در استان آلیبوری واقع در کشور بنین است که در سال ۱۹۹۲ میلادی ۲۶٬۳۶۵ نفر جمعیت داشته و جمعیت آن در سال ۲۰۰۵ میلادی به ۴۰٬۶۶۷ نفر رسیده‌است.